# Pokémon Puzzle League
Pokémon Puzzle League là một trò chơi điện tử xếp hình cho thiết bị cầm tay Nintendo 64. Trò chơi dựa trên trò chơi xếp hình Puzzle League của Nintendo nhưng với phiên bản Pokémon. Trò chơi được cấp phép tại Bắc Mỹ bắt đầu từ năm 2000 và ở Châu Âu năm 2001, đánh dấu lần đầu trò chơi Pokémon được sản xuất cho Bắc Mỹ. Trò chơi này được phát hành trên Virtual Console vào ngày 5 thadng 5, 2008 tại khu vực Bắc Mỹ và vào ngày 30 tháng 5 năm 2008 tại Khu vực châu Âu.

## Phản hồi
Pokémon Puzzle League nhận được nhiều đánh giá khá tích cực từ giới truyền thông, 81/100 điểm trên Metacritic, và 82.65% trên GameRankings. Electronic Gaming Monthly tặng trò chơi 9.2/10 điểm được IGN đánh giá 8.9/10."

## Tổng quan
- Pokémon Puzzle Challenge